# Callabo
Callabo es un barrio ubicado en el municipio de Juana Díaz en el estado libre asociado de Puerto Rico. En el Censo de 2010 tenía una población de 2237 habitantes y una densidad poblacional de 381,83 personas por km².

## Geografía
Callabo se encuentra ubicado en las coordenadas 18°3′49″N 66°32′25″O / 18.06361, -66.54028. Según la Oficina del Censo de los Estados Unidos, Callabo tiene una superficie total de 5.86 km², que corresponden a tierra firme.

## Demografía
Según el censo de 2010, había 2237 personas residiendo en Callabo. La densidad de población era de 381,83 hab./km². De los 2237 habitantes, Callabo estaba compuesto por el 85.11% blancos, el 7.6% eran afroamericanos, el 0.04% eran amerindios, el 5.36% eran de otras razas y el 1.88% pertenecían a dos o más razas. Del total de la población el 99.6% eran hispanos o latinos de cualquier raza.